# Kim Yong-ik
Kim Yong-ik   (17 de maig de 1947) és un judoka nord-coreans, ja retirat, que va competir durant la dècada de 1970.
El 1972 va prendre part en els Jocs Olímpics d'Estiu de Múnic, on guanyà la medalla de bronze en la prova del pes lleuger del programa de judo.